# Telettra
Telettra è stata una delle principali imprese italiane di progettazione e produzione di apparati per le telecomunicazioni su portante fisico e in ponte radio.
Il nome Telettra deriva dall'acronimo di Telefonia, Elettronica, Radio, che riassume appunto i settori di attività, perlomeno iniziali, dell'impresa.

## Storia
Fondata nel 1946 dall'ingegner Virgilio Floriani (1906 Cison di Valmarino - 2000 Cernusco Lombardone) a Milano, con circa 7 milioni di lire di risparmi familiari e con una decina di collaboratori, la Telettra raggiunse cogli anni una ragguardevole dimensione nazionale ed internazionale, con circa 10.000 dipendenti totali, ed all'attivo numerosi brevetti ed invenzioni nel settore delle telecomunicazioni.
Nel 1957 Telettra fonda, insieme a Olivetti, la Società Generale Semiconduttori (SGS), divenuta una autonoma ed importante società italiana di sviluppo di dispositivi elettronici. Nel 1968 la SGS venne venduta all'IRI e dopo alcuni anni si fuse con l'impresa di semiconduttori francese Thomson Semiconducteurs, formando la SGS Thomson, poi STMicroelectronics.
La sede principale di Telettra viene spostata nel 1960 a Vimercate, ma molteplici sono le sedi produttive e di sviluppo in Italia (Gorgonzola, Trieste, Rieti, Chieti, Aicurzio, Concorezzo, San Giovanni in Persiceto, Roma, Bari) ed internazionali, tra cui in Spagna (1966), Brasile (1972), Argentina (1972), Norvegia (1976), Messico (1978).

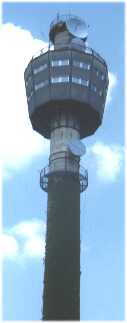
Torre di test delle antenne e dei ponti radio, della sede principale Telettra a Vimercate

Nel 1967 Telettra realizza il primo ponte radio PCM in Europa: da questo momento i ponti radio a codifica numerica hanno acquisito grande importanza, fino all'avvento della tecnologia della fibra ottica.
Dopo la vendita dell'azienda da Floriani alla FIAT nel 1976, continua la crescita della società anche grazie alla continuità degli investimenti in ricerca e sviluppo, ed alla collaborazione con l'università e con i principali operatori nazionali ed internazionali.
Negli anni '80 si profila la possibilità di realizzare il polo italiano del settore facendo confluire Telettra e Italtel (guidata da Marisa Bellisario) in una nuova società chiamata Telit. Problemi di natura politica però impediscono la nascita di questa società e nel 1990 la FIAT decide infine la vendita della Telettra alla multinazionale francese Alcatel, che assorbe tutte le attività e di fatto cancella il marchio storico. Nel 2006 Alcatel si unisce con Lucent, creando Alcatel-Lucent, in cui confluiscono quindi le attività ex-Telettra, largamente trasformate da 16 anni di evoluzione e di integrazione in Alcatel.
Nel 2015 Alcatel-Lucent fu acquistata da Nokia; la sede storica della Telettra a Vimercate era la sede principale italiana e un importante sito di ricerca e sviluppo.

## Principali contributi Telettra 1946-1989
- 1946: Fondazione
- 1947: Monocanali a frequenze vettrici (PA5-PT5)
- 1948: Monocanali a onde convogliate (PTR12)
- 1949: Collegamento sperimentale Stradella - Torino in ponte radio a 150 MHz multicanale FDM, primo in Italia (CH1-M)
- 1950: Multiplex a 12 canali FDM su linea aerea (PS1). Collegamento sperimentale Milano - Stradella - Piacenza in ponte radio a 600 MHz
- 1951: Multiplex a 12 canali FDM - 2ª generazione (PS12)
- 1952: Collegamento a 24 canali FDM Firenze - Poggio Corno - Lucca in ponte radio 1,5 GHz a triodi planari (H5)
- 1953: Multiplex a 12 canali FDM con compansione per linea aerea e cavo coassiale, primo in Europa
- 1954: Contratto per rete a grande distanza su linee aeree per la Turchia (PS12-PS3-TAF24)
- 1955: Avvio del laboratorio per la produzione di semiconduttori al germanio. Collegamento a 60 canali FDM Milano-Como-Sondrio, in ponte radio 6 GHz, primo in Europa con ripetitori passivi (H8)
- 1957: Fondazione della SGS, in comproprietà con Olivetti, per la produzione di semiconduttori. Multiplex a 12/24 canali FDM a transistor
- 1960: Ponte radio TV/960 canali FDM con tubi ad onda progressiva
- 1961: Multiplex 960 canali FDM a transistor
- 1962: Multiplex 24 canali PCM, primo in esercizio in Europa (DT24)
- 1963: Ponte radio TV installato in Irlanda (H12)
- 1964: Multiplex 960 canali FDM 2ª generazione a norme ISPT (PST2). Sistema integrato, sperimentale a divisione di tempo per 250 abbonati, primo in Italia (SINTEL)
- 1965: Ponte radio 1800 canali FDM a semiconduttori (HT12)
- 1967: Ponte radio 2 Mbit/s - 24 canali - PCM - 13 GHz primo in esercizio in Europa per trasmissione numerica (H17)
- 1968: Sistema di linea transistorizzato a 300 canali FDM per cavo coassiale, primo progettato e prodotto in Italia
- 1969: Sistema computerizzato di supervisione. Autocommutatore di transito per reti private (AE)
- 1970: Ripetitore radio tutto a microonde per 960 canali FDM primo al mondo a bassissimo consumo (IR-20). Sistema di comunicazione terra-treno ad onde convogliate mediante linea di trazione, unico al mondo.
- 1971: Sistema di linea a 2700 canali FDM per cavo coassiale (ACX-2700)
- 1972: Ponte radio 34 Mbit/s - 480 canali - PCM - 13 GHz; dispositivo antiriflettente a due antenne per tratte su mare (Grecia)
- 1973: Rete dorsale Papua-Nuova Guinea con ripetitori radio IR-20
- 1974: Sistema di linea a 8 Mbit/s - 120 canali PCM per cavo coassiale
- 1976: Centrale numerica per fonia e dati (AFDT) prima in funzione in Italia; sistema a 10800 canali FDM per cavo coassiale
- 1977: Centrale elettronica per 1000 abbonati a divisione di spazio in container (DST)
- 1978: Fornitura di stazioni radio in container per la dorsale di 2700 km BAM in USRR (HT4). Fornitura di 140 stazioni HF1000W all'Esercito Italiano
- 1979: Ponte radio in tratta di 360 km sul Mar Rosso, la più lunga al mondo.[2]
- 1980: Collegamento a 140 Mbit/s - 1920 canali PCM su fibra ottica in Roma
- 1981: Centrale numerica di transito di Khartoum, prima esportazione di una centrale numerica italiana. Ponte radio sperimentale a 140 Mbit/s 16QAM per l'Azienda di Stato per i Servizi Telefonici (ASST)
- 1982: Reti dati numerica in esercizio in Australia; prototipo sistema ricetrasmettitore VHF con protezioni ECCM avanzate
- 1983: Impianto per progetto e produzione di dispositivi all'arseniuro di gallio. Produzione a larga scala di radio 140 Mbit/s - 1920 canali PCM (HTN)
- 1984: Connessione numerica ISDN sperimentale in Bologna. Collegamento 565 Mbit/s-7680 canali PCM su cavo Milano-Bergamo
- 1985: Sistemi 2/8/34 Mbit/s su fibra ottica per SIP; entrata in servizio dispacciatore Enel
- 1986: Sistemi 140 Mbit/s su fibra ottica per SIP. Terminale telefonico veicolare per la rete radiomobile pubblica italiana (RMA 450). Concentratore remoto numerico (MC240). Trasmissione numerica TV a 140 Mbit/s e multiplex d'abbonato 2 Mbit/s per SIP
- 1987: Sistemi 565 Mbit/s su fibra ottica per SIP
- 1989: Sistema sperimentale Terra-Treno su onde convogliate per fornire servizi di telefonia pubblica a bordo dei treni, in collaborazione con le Ferrovie dello Stato e SIP.
- 1989: Sviluppo in consorzio del primo Add-Drop Multiplexer STM-1 in tecnologia SDH (progetto temporaneamente interrotto con l'acquisizione da parte di Alcatel).

## La prima trasmissione HDTV digitale (1990)
Nel 1990 un consorzio formato da RAI, Telettra, RTVE e Politecnico di Madrid, nell'ambito del progetto europeo EUREKA 256 (EU-256), mette a punto un sistema di compressione digitale HDTV basato sull'algoritmo Discrete Cosine Transform (DCT), da cui nascerà cinque anni più tardi lo standard di compressione MPEG-2. Il sistema viene dimostrato durante il campionato mondiale di calcio Italia 1990 diffondendo ad otto sale di visione italiane e una in Spagna le immagini in alta definizione riprese nei campi di calcio con i sistemi HDTV 1125/60i/16:9 e 1250/50i/16:9 e trasmesse via satellite Olympus (satellite europeo per la sperimentazione di tecnologie di trasmissione, lanciato nel 1989 e che cessò di funzionare, dopo vari incidenti tecnici, nel 1993). Come ricaduta di questo progetto, Telettra realizzò i primi sistemi di trasmissione televisiva digitale terrestre su fibra ottica a definizione standard, destinati alla contribuzione (distribuzione interna del segnale tra centri di produzione per post-elaborazione prima della trasmissione effettiva all'utenza). La cessione di Telettra ad Alcatel ha avuto come conseguenza, tra le altre, l'interruzione dello sviluppo di questi studi e dei prodotti ad essi collegati.

## Telettra-Atletica Rieti
La Telettra-Atletica Rieti è una società sportiva specializzata nell'atletica leggera. Nel giugno 1979 ha concluso in sesta posizione ai campionati italiani di società tenutisi a Milano grazie agli ottimi risultati del lunghista Carlo Arrighi, del quattrocentista Roberto Tozzi e del pesista Bruno Pauletto che ha anche conseguito in questa occasione il primato italiano della specialità.